# ژان فراری
ژان فراری (انگلیسی: Jean Ferrari؛ زادهٔ ۲۹ ژوئیهٔ ۱۹۷۵) بازیکن سابق فوتبال اهل پرو است که در پست هافبک بازی می‌کرد. او آخرین بار برای لئون دی هوانوکو در لیگ دسته اول فوتبال پرو بازی کرد.
وی همچنین در تیم ملی فوتبال پرو بازی کرده‌است.